# Ă
Ă ă (A z brewisem) – druga litera alfabetu rumuńskiego, gdzie oznacza dźwięk /ə/, oraz druga litera języka wietnamskiego, gdzie reprezentuje krótki dźwięk /a/. Ponieważ wietnamski jest językiem tonalnym, przy literze Ă może wystąpić jeden z pięciu znaków tonalnych:
- Ằằ
- Ắắ
- Ẳẳ
- Ẵẵ
- Ặặ